# Metacynortoides transversalis
Metacynortoides transversalis is een hooiwagen uit de familie Cosmetidae.